# Frisch, fromm, fröhlich, frei (Wahlspruch)

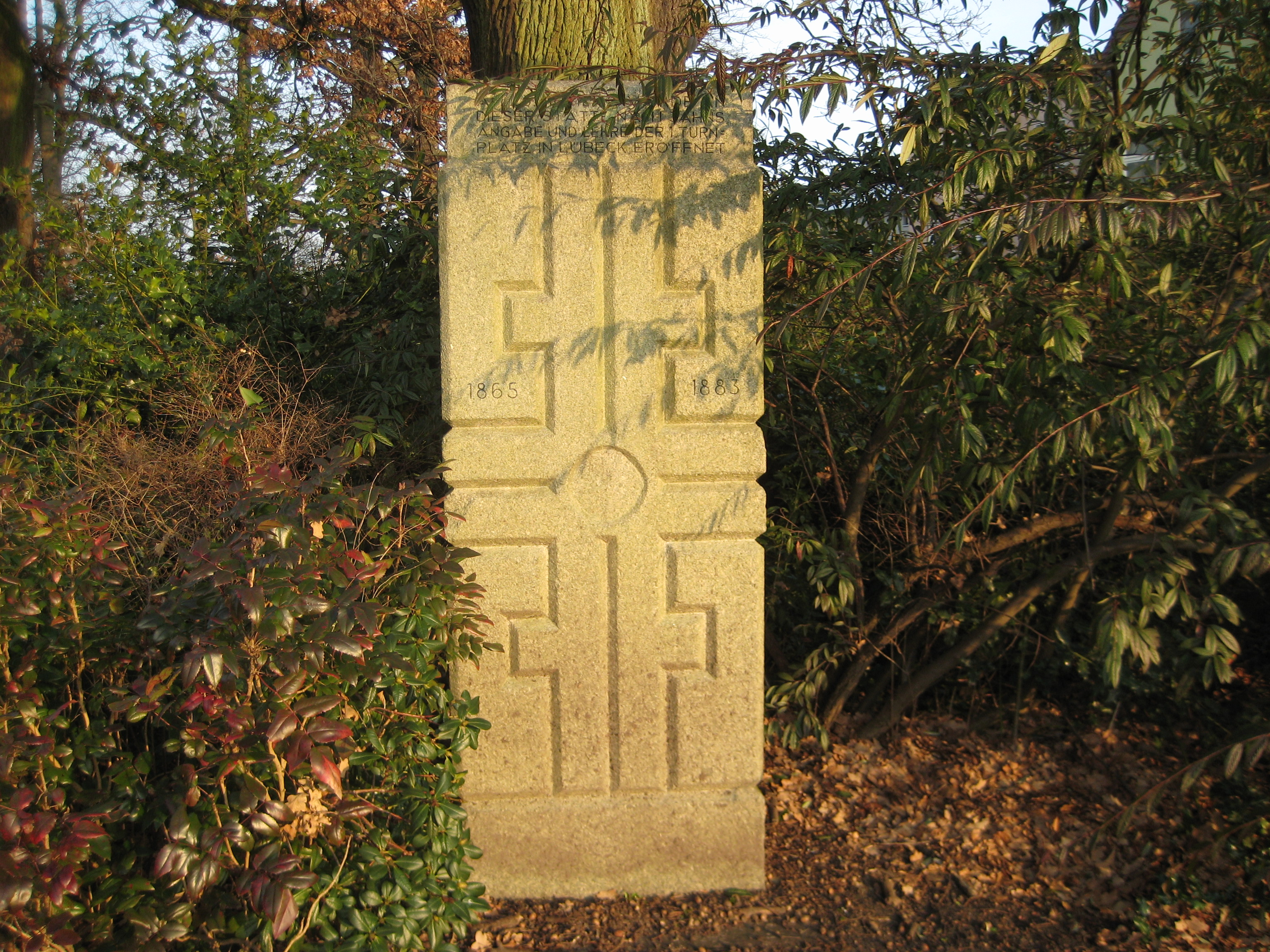
Jahn-Stein mit stilisiertem Turnerkreuz für Frisch, fromm, fröhlich, frei

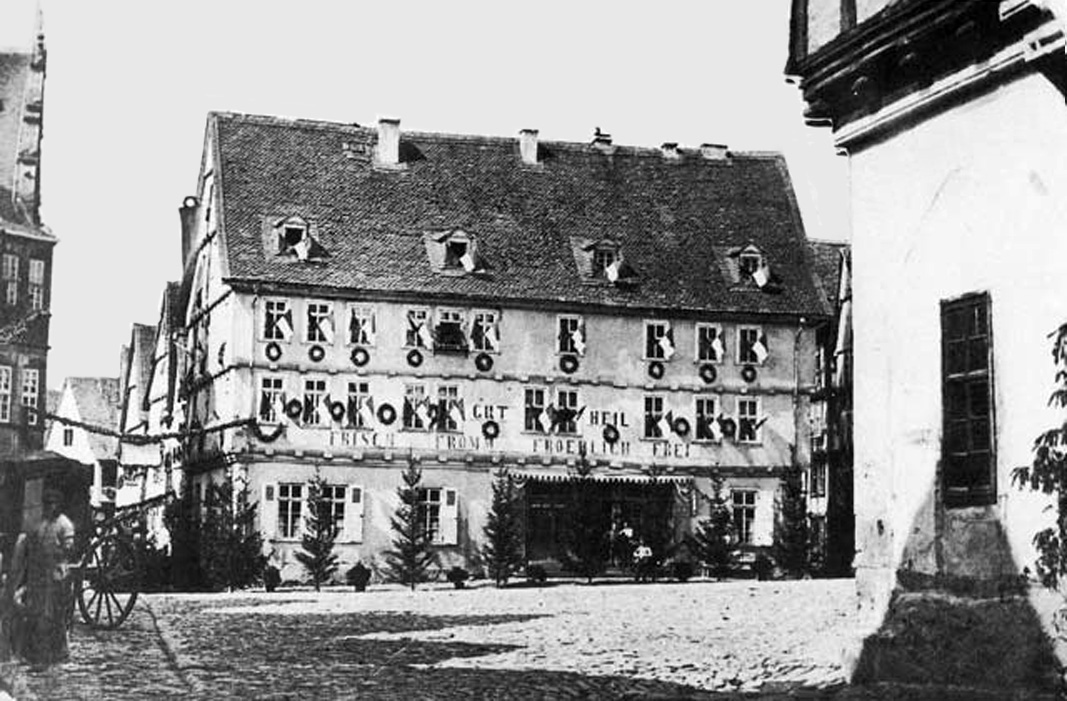
Das Stumpf-Haus am Markt in Alsfeld (vor 1871) mit Beschriftung Frisch, fromm, fröhlich, frei

Frisch, fromm, fröhlich, frei ist der Wahlspruch der Turner. Er steht in seiner Urfassung Frisch, frei, fröhlich, fromm an der Giebelseite des letzten Wohnhauses von „Turnvater“ Friedrich Ludwig Jahn in Freyburg an der Unstrut, das heute das Friedrich-Ludwig-Jahn-Museum beherbergt.

## Ursprung
Jahn hat den Turner-Wahlspruch nicht erfunden, sondern mit hoher Wahrscheinlichkeit einen studentischen Spruch aus dem 16. Jahrhundert übernommen. Dieser hieß:
Frisch, frei, fröhlich, fromb
Sind des Studenten Reichtumb!
Er bezieht Position für studentische Lebensart und grenzt sich gegen Besitzstände und Philistertum ab.
In seinem Buch Die deutsche Turnkunst hat Jahn den Wahlspruch „Frisch, frei, fröhlich, fromm“ im Kapitel „Turngesetze“ gleichsam manifestiert. Dort hat er die zweite Zeile des ehemaligen Studentenspruches modifiziert zu:
Frisch, frei, fröhlich, fromm
Das ist der Turner Reichtum!
Jahns zweite Zeile wurde später verändert in:
Frisch, fromm, fröhlich, frei
Das andere Gott befohlen sei!
Die erste Zeile dürfte auf der früher bereits vollzogenen Aneinanderreihung der drei Begriffe
frisch, fro, frey
beruhen, die aus dem 14. Jahrhundert überliefert ist.
Jahn bezog sich schriftlich auch auf die Redewendung „aus dem FF“, im Sinne von Stärke und Tüchtigkeit. Wer eine Fertigkeit (wie das Turnen) aus dem „FF“ beherrsche, könne es nicht nur sehr gut, sondern womöglich auch noch mehr auf anderen Gebieten.
Der Begriff fromm wurde und wird in diesem Zusammenhang oft falsch gedeutet. Er hatte ursprünglich nichts mit dem religiös-kirchlichen Begriff der Frömmigkeit gemein, sondern meint tüchtig, fleißig. Der Begriff leitet sich vom althochdeutschen fruma her (Nutzen, Vorteil) und entwickelte sich zum mittelhochdeutschen frum weiter. Fruma und frum bedeuteten voranstehend, bevorzugt, aber auch förderlich, tüchtig. Von dieser ursprünglichen Bedeutung zeugt noch das Verb frommen. Jahn nimmt dazu in seinem Aufsatz Ehrenrettung des Fromm. (1846) Stellung. Darin beschreibt er fromm als „Inbegriff aller sittlichen Thatkraft, aller Willensstimmung, als Pflichttreue und Voransein.“
Jahn hat sich stets gegen eine Umstellung der vier F-Begriffe gewandt, so zum Beispiel 1846:
„In den vier Worten ist die Steigerung unverkennbar, jede Umstellung verändert den Sinn und verschwächt ihn. Der Spruch ist Inschrift eines Ringes um das turnerische Leben. Das Weglassen nur eines Wortes macht den Reifen brüchig. Selbst die Verwandlung des „fröhlich“ in „froh“ entstellt die Sinnschrift, weil, so nahe verwandt, sich auch beide Worte fügen, froh mehr die innere Stimmung bezeichnet und das Wirkende, fröhlich hingegen das Offenbarwerden in äußerer Erscheinung (…), fröhlich muß mitteilen, gemeinsam empfinden (…) bedarf der Gesellschaft“.
Dennoch wurde die Aneinanderreihung der vier Begriffe über „Frisch, fromm, froh, frei“ zum heute gebräuchlichen „Frisch, fromm, fröhlich, frei“ verändert.

## Turnerkreuz
Hauptartikel: Turnerkreuz
Abgeleitet vom Turner-Wahlspruch „Frisch, frei, fröhlich, fromm“ schuf Johann Heinrich Felsing aus Darmstadt im Jahr 1843 das auch heute noch verwendete Turnerkreuz der vier F. Es steht noch heute als Symbol für das Turnen.

## Internationale Verwendung

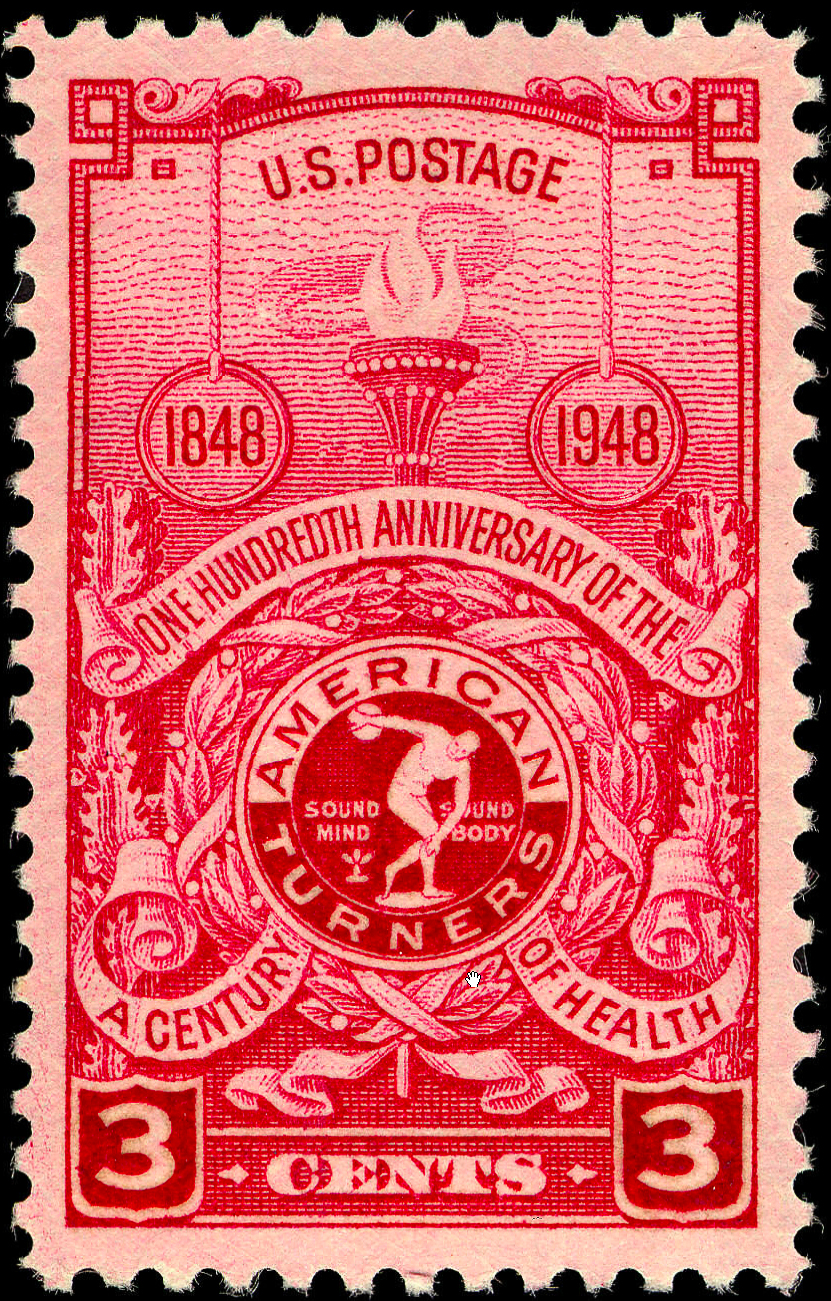
US-amerikanische Briefmarke von 1948 zum 100. Jubiläum der American Turners.

Der Turnerwahlspruch „Frisch, fromm, fröhlich, frei“ fand ab dem 19. Jahrhundert auch in anderen Sprachen bzw. Ländern Verwendung:
- Dänisch: Frisk, from, freidig, fri
- Englisch: Frank, fresh, frish, free
- Französisch: franc, frais, fier, fort
- Italienisch: Franco, fresco, fiero, forte
- Niederländisch: Vroed, vrank, vrij, vroom
- Portugiesisch: Franco, fresco, fero, forte
- Schwedisch: Frisk, from, fröjdefull, fri
- Spanisch: Franco, fresco, firme, fuerte[9][10]

Nach der Deutschen Revolution 1848/49 emigrierten viele deutsche Turner in die Vereinigten Staaten von Amerika. Sie haben den Turner-Wahlspruch und das Turnerkreuz in Turnvereine und -verbände eingebracht, die sie dort gründeten. Der Begriff fromm wurde allerdings mehr und mehr eliminiert; 1880 erfolgte die offizielle Umwandlung der vier F zu:
Frisch und Frei, Stark und Treu
durch den Turnverband American Turners. Dieser wurde 1848 von den deutschen Burschenschaftern und Turnern Carl Beck (Heidelberg), Carl Follen (Gießen) und Francis Lieber (Berlin) in Cincinnati im US-Bundesstaat Ohio gegründet; seine offizielle Sprache blieb Deutsch. Fackeln, Eichenblätter und Ährenkranz sind auch dort Symbole des Turnens (siehe Abbildung der US-Briefmarke von 1948 rechts).
Dem folgten 1907 auch die den Emigranten politisch nahestehenden Mitglieder des Arbeiter-Turnerbundes (ATB) auf ihrem 8. Bundestag in Stuttgart. Ihr Bundesabzeichen trug das Motto:
Frisch, Frei, Stark und Treu

## Persiflage
In seinen gesellschaftskritischen Karikaturen hat sich auch der Simplicissimus des Turner-Wahlspruchs angenommen.
Gelegentlich werden die vier F umgedeutet, um das der körperlichen Fitness abträgliche Verhalten von Männern („Couch-Potatoes“) zu charakterisieren:
Filzpantoffeln, Fernsehen, Fußball, Flaschenbier.
In der siebenteiligen Filmreihe Die Lümmel von der ersten Bank benutzt Theo Lingen als Direktor Taft häufig diesen Ausspruch, um damit seine Schüler beispielsweise auf das neue Schuljahr einzustimmen.